# 阿克塞尔·皮尔马克
阿克塞尔·皮尔马克（丹麥語：Axel Pilmark，1925年11月23日—2009年7月13日），丹麦男子足球运动员，司职中场。他曾代表丹麦国奥队参加1948年夏季奥林匹克运动会足球比赛，获得一枚铜牌。